# فابريسيو أندريه بيريز
فابريسيو أندريه بيريز (29 يناير 1982 في البرازيل – )؛ هو لاعب كرة قدم سابق كان يلعب كلاعب وسط.

## وصلات خارجية
- فابريسيو أندريه بيريز على موقع رابطة كرة القدم اليابانية للمحترفين (اليابانية)
- فابريسيو أندريه بيريز على موقع قاعدة بيانات كرة القدم.إي يو (الإنجليزية)
- فابريسيو أندريه بيريز على موقع عالم كرة القدم.نت (الإنجليزية)